# A filozófia nyomorúsága

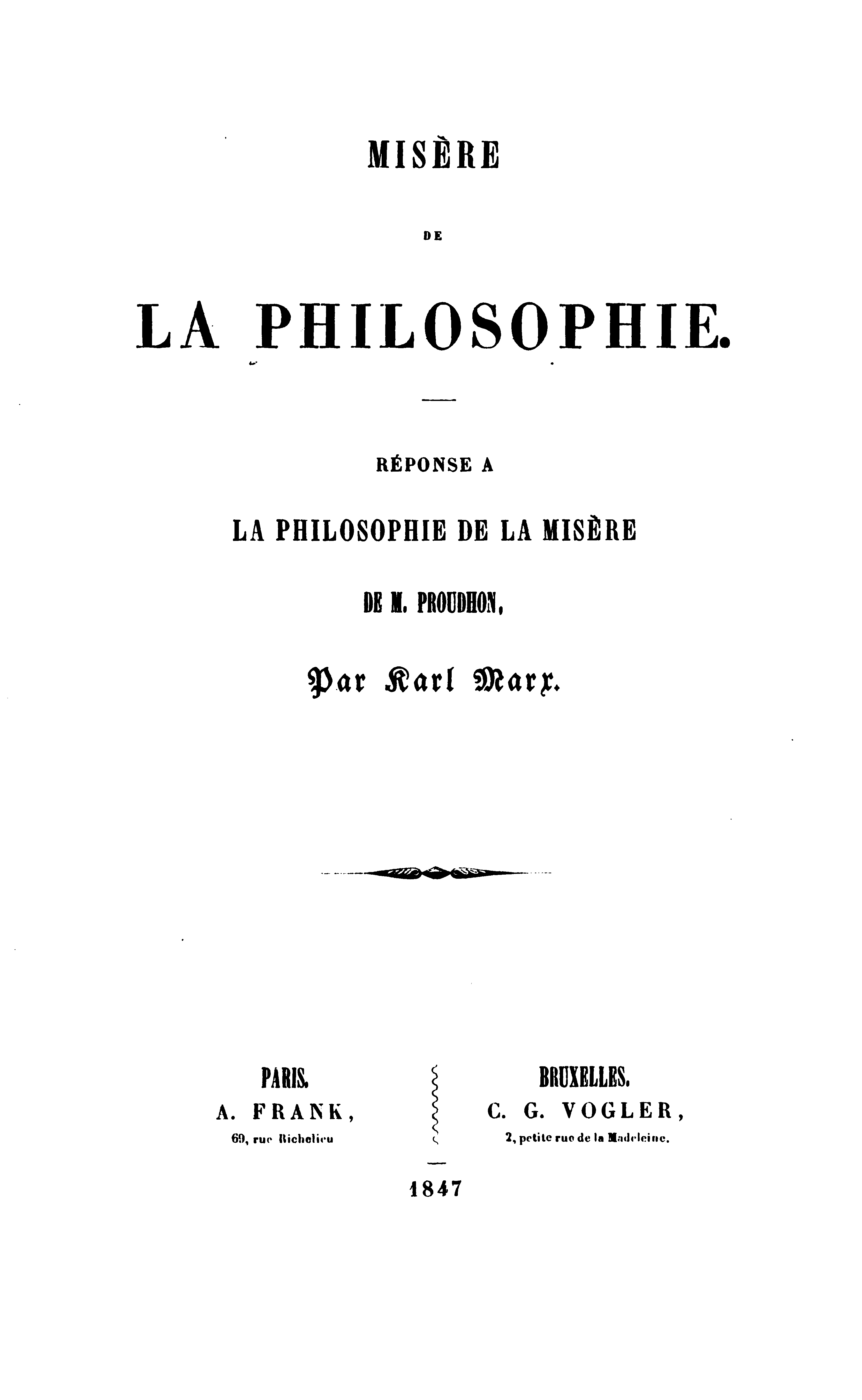
A filozófia nyomorúsága első francia nyelvű kiadása (1847)

A filozófia nyomorúsága. Válasz Proudhon úrnak „A nyomorúság filozófiájá”-ra (Misère de la philosophie. Réponse à la Philosophie de la misère de M. Proudhon) vagy gyakran csak A filozófia nyomorúsága Karl Marx francia nyelven, 1847 nyarán megjelent könyve, melyet válaszul írt Pierre-Joseph Proudhon „A gazdasági ellentmondások rendszere vagy a nyomor filozófiája” (Système des contradictions économiques ou Philosophie de la misère) című, 1846 októberében publikált művére. Marx 1846 december második felében kapta meg, két nap alatt átfutotta, s első benyomásait 1846. december 28-án kelt, Pavel Annyenkovhoz írt hosszú válaszlevelében fejtette ki. A levél Proudhon-bírálata tulajdonképpen A filozófia nyomorúsága lényegének rövid tartalmi összefoglalója. Marx 1847 január elejétől április elejéig dolgozott könyvén, mely 1847 július elején jelent meg a brüsszeli C. G. Voglernél és a párizsi A. Franknál 800 példányban. Kinyomtatását Marx maga finanszírozta. A mű új, teljes kiadására Marx életében már nem kerülhetett sor, első teljes német kiadása 1885-ben, Stuttgartban jelent meg Eduard Bernstein és Karl Kautsky fordításában. Az első orosz publikáció 1886-ban valósult meg, Vera Zaszulics fordításában. Az új, Marx 1876-os módosításait tartalmazó francia kiadás 1896-ban, Laura Marx-Lafargue szerkesztésében látott napvilágot. A mű az egyik fontos pélldája a marxista dialektika alkalmazásának.

## Az Annyenkov-levél
Marx ebben a levelében Proudhon könyvének általános kritikáját nyújtja dióhéjban. A bírált munkát nagyon rossznak tartja mind filozófiailag, mind gazdaságtanilag. Proudhon hegeliánus nézeteit kigúnyolja, majd azokkal szemben kifejti a történelmi materializmus vázlatos elveit:

„Miért beszél Proudhon úr istenről, az egyetemes észről, az emberiség személytelen eszéről, amely soha nem téved, amely mindenkor egyenlő volt önmagával, amelynek csak helyes tudatára kell jutnunk, hogy az igazságban eligazodjunk? Miért kereskedik erőtlen hegelianizmussal, hogy magát merész gondolkodónak tüntesse fel?
Ő maga szolgáltatja a kulcsot a rejtély megoldásához. Proudhon úr a történelemben a társadalmi fejlődések bizonyos sorát látja; a történelemben haladást vél megvalósulni; végül úgy találja, hogy az emberek, mint egyének, nem tudták, mit tesznek, hogy tévedtek saját mozgásuk felől, vagyis hogy társadalmi fejlődésük első pillantásra egyéni fejlődésüktől eltérőnek, elkülönítettnek, függetlennek tűnik. Ezeket a tényeket nem tudja megmagyarázni, s máris megszületik a hipotézis a magát kinyilatkoztató egyetemes észről. Mi sem könnyebb, mint misztikus okokat, azaz frázisokat kitalálni, ahol hiányzik a józan ész.”

– Karl Marx, 

„Mi a társadalom, bármiyen is a formája? Az emberek kölcsönös tevékenységének a terméke. Szabadon választhatják-e az emberek ezt vagy azt a társadalmi formát? Semmiképpen sem. Tételezze az emberek termelőképességeinek meghatározott fejlettségi állapotát, és megkapja az érintkezés [commerce] és a fogyasztás megfelelő formáját. Tételezze a termelés, az érintkezés és a fogyasztás meghatározott fejlődési fokát, és megkapja a társadalmi szerkezet megfelelő formáját, a család, a rendek vagy az osztályok megfelelő szervezetét, egyszóval a megfelelő, polgári társadalmat [société civile]. Tételezzen ilyen polgári társadalmat, és megkapja a megfelelő politikai rendszert [état politique], mely csak hivatalos kifejezése a polgári társadalomnak. […]
Fölösleges hozzátennünk, hogy az emberek nem szabadon rendelkeznek termelőerőikkel – egész történelmük alapjával –, mert minden termelőerő szerzett erő, előző tevékenység terméke. Ilymódon a termelőerők az emberek gyakorlati energiájának eredményei, de magának ennek az energiának határt szabnak a körülmények, melyek között az emberek vannak, a már megszerzett termelőerők, a társadalmi forma, amely előttük már fennállott, amelyet nem ők teremtenek, amely az előző nemzedék terméke. Azzal az egyszerű ténnyel, hogy minden későbbi nemzedék az előbbi nemzedék által szerzett termelőerőket talál, amelyek neki új termelés nyersanyagául szolgálnak, összefüggés jön létre az emberek történetében, létrejön az emberiség története, amely annál inkább az emberiség története, minél inkább gyarapodtak az emberek termelőerői és ennek következtében társadalmi viszonyaik. Ebből szükségszerűen következik, hogy az emberek társadalmi története sohasem más, mint egyéni fejlődésük története, akár tudatában vannak ennek akár nem. Anyagi viszonyaik alkotják minden viszonyuk alapjait. Ezek az anyagi viszonyok nem egyebek, mint azok a szükségszerű formák, melyekben az emberek anyagi és egyéni tevékenysége megvalósul.
[…] Az emberek sohasem mondanak le arról, amit már megszereztek, de ez nem jelenti azt, hogy sohasem mondanak le arról a társadalmi formáról, amelyben bizonyos termelőerőket megszereztek. Éppen ellenkezőleg. Hogy az elért eredmény veszendőbe ne menjen, hogy a civilizáció gyümölcseit el ne veszítsék, az emberek kénytelenek minden hagyományos társadalmi formájukat megváltoztatni, mihelyt érintkezésük [commerce] módja nem felel meg többé a megszerzett termelőerőknek. […] Azok a gazdasági formák tehát, amelyekben az emberek termelnek, fogyasztanak, cserélnek, múlékony és történelmi formák.”

– Karl Marx, 

Marx felfedi, hogy Proudhon lényegileg nem utasítja el sem a magántulajdont, sem a konkurenciát, sem a tőkés gazdasági rend egyéb fontos szerkezeti elemeit. Csupán arra törekszik, hogy feltárja jó és rossz oldalaikat, „leküzdje” e két oldal ellentmondását, egyfajta sémát adva ezzel a kapitalizmus tökéletesítésére. Szerinte a polgári társadalom gazdasági alapelemei nemes eszméken alapulnak, amelyek csupán rosszul lettek megvalósítva.

„Valójában Proudhon úr csak azt teszi, amit minden derék burzsoá. Valamennyien azt mondják, hogy a konkurencia, a monopólium stb. elvben, vagyis mint absztrakt gondolatok, az élet egyedüli alapjai, de a gyakorlatban sok kívánnivalót hagynak hátra. Valamennyien akarják a konkurenciát, annak gyászos következményei nélkül. Valamennyien a lehetetlent akarják, ti. a polgári életfeltételeket e feltételek szükségszerű következményei nélkül. Egyikük sem érti, hogy a termelés polgári formája éppoly történelmi és múlékony forma, mint amilyen a feudális forma volt. Ez a tévedésük onnan származik, hogy az ő szemszögükből a burzsoá ember minden társadalom egyetlen lehetséges alapja, onnan, hogy nem tudnak olyan társadalmi állapotot elképzelni, melyben az ember nem lenne többé burzsoá.”

– Karl Marx, 

Levelének végén összefoglalólag megállapítja, hogy Proudhon a francia kispolgárság gondolatainak „tudományos tolmácsolója”:

„Proudhon úr tetőtől talpig a kispolgárság filozófusa, közgazdásza. Fejlett társadalomban és helyzeténél fogva a kispolgár egyrészt szocialistává, másrészt közgazdásszá lesz, azaz elkápráztatja a nagyburzsoázia fénye és együttérez a nép szenvedéseivel. Egyszerre burzsoá is meg nép is. […] Az ilyen kispolgár isteníti az ellentmondást, mert az ellentmondás lényének alapja. Ő maga az eleven társadalmi ellentmondás.”

– Karl Marx, 

Ehhez még hozzáteszi, hogy a kispolgárság nézeteinek kifejezését – bírálata ellenére – érdemnek tartja, mert a kispolgárság szerves része lesz a készülő társadalmi forradalmaknak.

## A könyv főbb gondolatai

### Előszó
„Proudhon úrnak az a balszerencséje, hogy sajátságos módon félreismerik Európában. Franciaországban szabad rossz közgazdásznak lennie, mert ott kitűnő német filozófusnak tartják. Németországban viszont szabad rossz filozófusnak lennie, mert ott a legkiválóbb francia közgazdászok egyikének tekintik. Mint német és egyszersmind közgazdász indíttatva éreztem magam, hogy ez ellen a kettős tévedés ellen tiltakozzam.
Az olvasó megérti majd, hogy e hálátlan munka közben gyakran voltam kénytelen Proudhon úr bírálata helyett a német filozófia bírálatával foglalkozni és ugyanakkor néhány a politika gazdaságtan tárgyát illető észrevételt is tenni.”

– Karl Marx, 

A fenti előszó utal a mű alapszerkezetére, melynek megfelelően Marx a könyv első felében Proudhon közgazdasági nézeteit, míg a másodikban filozófiai álláspontját kritizálja.

### Első fejezet:Egy tudományos felfedezés

#### A használati érték és a csereérték ellentéte
Marx könyve elején bebizonyítja, hogy a Proudhon által önmagának tulajdonított „tudományos felfedezés” a használati érték és csereérték ellentétéről és fordított arányosságáról nem Proudhon érdeme, Jean Charles Léonard de Sismondi és James Maitland (Lauderdale 8. grófja) már jóval korábban felfedezte, sőt David Ricardo mint általánosan ismert dologról beszélt róla. Proudhon kaotikus elméletében azonosítja a csereértéket a ritkasággal, a használati értéket pedig a bőséggel. Marx erre a következőképpen reagál:

„Miután a bőséget mint használati értéket, s a ritkaságot mint csereértéket tüntette fel – mi sem könnyebb annak bebizonyításánál, hogy bőség és ritkaság fordított arányban állnak egymással –, Proudhon úr a használati értéket a kínálattal, a csereértéket a kereslettel azonosítja. Hogy az antitézist még kirívóbbá tegye, becsúsztat egy más kifejezést, és „véleményértéket” tesz a csereérték helyébe. Így a harc színtere megváltozott, az egyik oldalon van a hasznosság (használati érték, kínálat), a másikon a vélemény (csereérték, kereslet).”

– Karl Marx, 

Marx szerint nem ez a valódi ellentmondás:

„A harc nem a hasznosság és a vélemény között folyik, hanem a kínáló által kért kereskedelmi érték és a kereső által kínált kereskedelmi érték között. A termék csereértéke mindig ezeknek az egymásnak ellentmondó becsléseknek az eredője.”

– Karl Marx, 

Proudhon az absztrakt szabad vásárlót állítja szembe az absztrakt szabad termelővel, s szerinte a kettejük ellentmondó szabad akarata idézi elő a használati érték és a csereérték közötti ellentétet. Marx cáfolja, hogy a valóságban a vásárló és a termelő teljesen szabad lenne, mindkettő társadalmi kényszerek (termelőerők mindenkori fejlettségi foka, osztályhelyzet) hatása alatt cselekszik. Majd így folytatja:

„Proudhon úrnak nem elég, hogy a kínálat és kereslet viszonyából az imént említett elemeket kiküszöbölte. Az absztrakciót a végső határokig fokozza, amikor minden termelőt egyetlen termelővé, minden fogyasztót egyetlen fogyasztóvá olvaszt egybe, és a harcot e két képzelt személlyel vívatja meg. De a valóságban a dolgok másképpen játszódnak le. A vevők és az eladók közötti harcnak, melynek eredménye a kereskedelmi érték, szükséges eleme a kínálók közötti konkurencia és a keresők közötti konkurencia. Miután a termelési költségeket és a konkurenciát kiküszöbölte, Proudhon úr a kereslet és kínálat formuláját tetszése szerint az abszurdumig viheti. […]
Miben áll tehát Proudhon úr egész dialektikája? Abban, hogy a használati értéket és a csereértéket, a kínálatot és a keresletet olyan elvont és ellentmondásos fogalmakkal helyettesíti, mint a ritkaság és a bőség, a hasznosság és a vélemény, egyetlen termelő és egyetlen fogyasztó – mindketten a szabad akarat lovagjai. És mire akart kilyukadni? Biztosítani akarta magának azt a lehetőséget, hogy később bevezesse az egyik általa eltávolított elemet, a termelési költséget, mint a használati érték és a csereérték szintézisét. Ilymódon konstituálják a termelési költségek szerinte a szintetikus vagy konstituált értéket.”

– Karl Marx, 

#### A konstituált vagy szintetikus érték
Marx rámutat, hogy amit Proudhon konstituált értéknek nevez, azt Ricardo csereérték néven már korábban – 1817-ben – és pontosabban bemutatta:

„Akárhogy van is, az utókor nagyon naiv dolognak fogja tartani, hogy Proudhon úr a „jövő forradalmi elméletének” tünteti fel azt, amit Ricardo tudományosan kifejtett a mai társadalom, a polgári társadalom elméleteként, és hogy így a hasznosság és a csereérték közötti antinómia feloldásának azt tekinti, amit Ricardo és iskolája, jóval előtte, ez antinómia csupán egyik oldalának, a „csereértéknek” tudományos formulájaként mutatott be.”

– Karl Marx, 

Ezután bizonyításul hosszan idézi Ricardo ide vonatkozó passzusait, melyek szerint az áruk csereértékét a bennük realizált munkamennyiség, illetve a termelésükre fordított munkaidő szabályozza. A továbbiakban megcáfolja Proudhon azon nézetét, hogy ha a munkaidő a legfőbb értékmérő, a kapitalista termelés körülményei között lehetséges volna az egyenlő munkák (munkaidők) cseréje, mivel az egyik munkás munkaideje értékesebb, mint a másik munkásé, s ezt a konkurencia szabályozza.
Marx közgazdasági terminológiája még kialakulóban van, s itt még nem különbözteti meg a munkaerő fogalmát a munkától, ezért sok helyen, ahol a munka kategóriáját használja, munkaerő értendő alatta. Ezt a pontatlanságot a későbbi kiadásokban korrigálták.
A továbbiakban kifejti, hogy az osztályantagonizmus társadalmában a nagy tömegek fogyasztását a legsilányabb tömegtermékek elégítik ki, mivel „a termékek felhasználását azok a társadalmi viszonyok szabják meg, amelyek között a fogyasztók élnek”. Ezzel szemben egy osztályok nélküli társadalomban olyan dolgok termelésére fordítanak majd megfelelő erőforrásokat, melyek nagy társadalmi hasznossággal bírnak:

„Egy eljövendő társadalomban, amelyben az osztályok antagonizmusa megszűnt, amelyben nincsenek többé osztályok, nem a termelési idő minimuma határozza meg a használatot, hanem a tárgy társadalmi hasznosságának foka fogja meghatározni a termelésére szentelt időt.”

– Karl Marx, 

Marx a találmányok szerepének megvilágításával is rámutat, hogy a kapitalizmus körülményei között az érték konstituálása, rögzítése lehetetlen, mivel a technológiai fejlődés növeli a munkatermelékenységet és ezáltal a pillanatnyi egyensúly mindig felborul:

„Minden új találmány, amely lehetővé teszi, hogy egy óra alatt termeljék azt, amit eddig két óra alatt termeltek, elértékteleníti a piacon található valamennyi vele egynemű terméket. A konkurencia arra kényszeríti a termelőt, hogy két óra termékét éppen olyan olcsón adja el, mint egy óra termékét. A konkurencia valósítja meg azt a törvényt, amely szerint egy termék viszonylagos értékét a termeléséhez szükséges munkaidő határozza meg. Az a tény, hogy a munkaidő a kereskedelmi érték mértékéül szolgál, ilymódon a munka állandó elértéktelenedésének törvényévé válik. Sőt mi több, az elértéktelenedés nemcsak a piacra vitt árukra terjed ki, hanem a termelési szerszámokra és egész üzemekre is.”

– Karl Marx, 

Marx konklúzióként az alábbi alternatívát állítja fel:

„Vagy az elmúlt évszázadok helyes arányait akarjuk a mi korunk termelési eszközeivel párosulva, s akkor egyszerre vagyunk reakciósak és utópisták. Vagy pedig a haladást akarjuk anarchia nélkül: és akkor, hogy a termelőerőket megőrizzük, le kell mondanunk az egyéni cseréről.”

– Karl Marx, 

Az egyéni cseréről való lemondás alatt Marx a kapitalista termelésre alapozott társadalmi rendről való lemondást érti.
A továbbiakban hosszan idéz John Francis Bray Labour’s Wrongs and Labour’s Remedy (1839) című művéből, mely a kölcsönös és egyenlő csere elveit fejti ki Proudhont megelőzve. Bray állítása szerint a fennálló egyenlőtlen csere társadalmában a munkás nem kapja meg elvégzett munkájának teljes ellenértékét: „Csak a rendszer teljes megváltoztatása, a munka és a csere egyenlőségének bevezetése segíthet ezen az állapoton és biztosíthatja az embereknek az igazi jogegyenlőséget. […] A politikai egyenlőség mint cél tévedés, sőt még mint eszköz is tévedés.” – idézi Marx Brayt, majd rámutat a javaslataiban mutatkozó belső ellentmondásokra, melyek miatt a morális elveken nyugvó egyéni csere rendszere azaz a kapitalizmus a „tisztes polgár illúziójának eszménnyé avatása” csupán. Marx jegyzetében az alábbiakat fűzi hozzá érveihez:

„Mint minden más elméletnek, Bray úr elméletének is akadtak a látszat által megtévesztett hívei. Londonban, Sheffieldben, Leedsben és Anglia sok más városában equitable-labour-exchange-bazaarokat [igazságos munkacsere-áruházakat] alapítottak. Ezek az áruházak, tekintélyes tőkék felemésztése után, egytől egyig botrányosan megbuktak. Ez örökre elvette az emberek kedvét az ilyesmitől: intelem Proudhon úr számára!”

– Karl Marx, 

#### Az értékarányosság törvényének alkalmazása
A fejezet vége felé Marx rávilágít Proudhon tévedésére a pénz lényegét és funkcióját illetően. „Az értéktörvény eltorzulásának Proudhon véleménye szerint a további oka az, hogy a csere a pénz közvetítésével megy végbe. Noha szerinte a pénz is megegyezés eredménye, mégis lehetetlenné teszi az értékarányos cserét, mivel az államhatalom a pénzt a saját érdekében használja fel. […] Proudhon tehát azt javasolja a kézműveseknek, hogy mondjanak le a pénz használatáról és közvetlenül cseréljék ki egymással készítményeiket. Marx feltárja a proudhoni tervezetek utópikus jellegét és kimutatja, hogy a pénz nem dolog, melyről tetszés szerint le lehetne mondani, hanem objektíve meghatározott társadalmi viszony. A termékek cseréjének módját termelésük módja szabályozza. A csere áruformája, amely a pénz közvetítésén keresztül realizálódik, feltételezi a magántulajdont, a munkamegosztást, az osztályok létét és antagonizmusát.” – foglalja össze Ojzerman Marx Proudhon-kritikáját.

### Második fejezet:A politikai gazdaságtan metafizikája

#### A módszer
Könyve második felében Marx áttér Proudhon filozófiájának kritikájára, mely lényegében vulgarizált hegeli dialektika. Viszonylag könnyű dolga van, mivel már korábbi műveiben megcáfolta Hegelt és az ifjúhegeliánusokat. Ennek ellenére még röviden újra kitér Hegel filozófiájának bírálatára. Kiinduló lételméleti tézise a mozgás egyetemességének az elve:

„Mindaz, ami létezik, mindaz, ami a földön és a vízben él, csupán valamilyen mozgás révén létezik és él.”

– Karl Marx, 

Ezek után tömören ábrázolja a hegeli absztrakció működési módját és annak közgazdasági alkalmazását Proudhon művében.

„Lássuk mármost, milyen módosításoknak veti alá Proudhon úr a hegeli dialektikát, amikor a politikai gazdaságtanra alkalmazza. Szerinte, Proudhon úr szerint minden közgazdasági kategóriának két oldala van: egy jó és egy rossz oldala. […] A megoldandó probléma: megőrizni a jó oldalt és kiküszöbölni a rosszat. […] Két egymásnak ellentmondó oldal együttes létezése, harca, és egy új kategóriában való feloldódása – éppen ez a dialektikus mozgás. Mihelyt a problémát csupán úgy vetjük fel, hogy ki kell küszöbölni a rossz oldalt, már ezzel elvágjuk a dialektikus mozgást.”

– Karl Marx, 

Ennek megfelelően Proudhon számára nem létezik valós történelmi mozgás, fejlődés, mint Marx idézi őt:„[…] a civilizációban, mint a világegyetemben, minden kezdettől fogva létezik, minden kezdettől fogva cselekszik […] Ugyanígy van ez az egész társadalomgazdaságban is.” Proudhon a történelem tagadása következtében zsákutcába jut, melyből a „társadalmi géniusz”, „általános ész” vagy az „emberiség esze” fogalmának bevezetésével próbál meg kijutni. Ez a társadalmi géniusz felismeri az abszolút ész mélyén rejtőző legfőbb jót, az egyenlőséget, ami azonban valójában – jegyzi meg Marx – Proudhon eszménye.

„Egyszóval: az egyenlőség az őseredeti szándék, a misztikus törekvés, a gondviselésszerű cél, amelyet a társadalmi géniusz állandóan szem előtt tart, miközben a gazdasági ellentmondások körében forog. A Gondviselés tehát az a mozdony, amely Proudhon úr egész gazdasági szerelvényét jobban mozgásban hozza, mint az ő párává lett tiszta esze.”

– Karl Marx, 

Marx Proudhon téves történelemszemléletével szembeállítja a materialista történetfelfogást. Röviden vázolja a hűbériség társadalmát, az azon belül kialakuló tőkés termelési csírákat, amelyek fejlődésük során uralkodóvá válnak, s kiemeli az osztályantagonizmusok dinamikus szerepét.

„Ha tehát a hűbéri termelést helyesen akarjuk megítélni, akkor azt antagonizmuson alapuló termelési módnak kell tekintenünk. Meg kell mutatnunk, hogyan termelték a gazdagságot ezen az antagonizmuson belül, hogyan fejlődtek a termelőerők egyidejűleg az osztályok antagonizmusával, hogyan növekedett állandóan ez osztályok egyike, a rossz oldal, a társadalom hátrányos része, odáig, hogy végre megérlelődtek felszabadulásának anyagi feltételei. Nem mondja-e meg ez elég világosan, hogy a termelési mód, azok a viszonyok, amelyek között a termelőerők kifejlődnek, a legkevésbé sem örök törvények, hanem az emberek és termelőerőik meghatározott fejlettségének felelnek meg, és hogy az emberek termelőerőiben beállott változás szükségszerűen változást idéz elő termelési viszonyaikban? Minthogy mindennél fontosabb, hogy a civilizáció gyümölcsei, a már megszerzett termelőerők veszendőbe ne menjenek, szét kell törni azokat a hagyományos formákat, amelyek között termelték őket. Ettől a pillanattól kezdve a forradalmi osztály konzervatívvá válik.
A burzsoázia olyan proletariátussal kezdi, mely maga is a hűbéri idők proletariátusának maradványa. Történelmi fejlődése során a burzsoázia szükségszerűen kifejleszti antagonisztikus jellegét, amely kezdetben többé-kevésbé burkolt, csak lappangó állapotban van meg. Ahogy a burzsoázia fejlődik, fejlődik ki ölében egy új proletariátus, a modern proletariátus: kifejlődik a harc a proletár osztály és a burzsoá osztály között, az a harc, amely, mielőtt mindkét oldalon megérzik, észreveszik, értékelik, megértik, bevallják és hangosan proklamálják, eleinte csak részleges és időleges összeütközésekben, romboló cselekedetekben nyilvánul meg. Másrészt a modern burzsoázia összes tagjainak azonos ugyan az érdeke, amíg egy másik osztállyal szembenálló osztályt alkotnak, de ellentétes, antagonisztikus érdekeik vannak, mihelyt egymással állnak szemben. Ez az érdekellentét polgári életük gazdasági feltételeiből fakad. Napról napra nyilvánvalóbbá válik tehát, hogy azoknak a termelési viszonyoknak, amelyekben a burzsoázia mozog, nem egységes, egyszerű, hanem kettős jellege van; hogy ugyanazon viszonyok között, amelyek között a gazdagságot termelik, termelik a nyomorúságot is; hogy ugyanazon viszonyok között, amelyek között a termelőerők fejlődnek, van egy olyan erő is, amely az elnyomást termeli; hogy ezek a viszonyok a polgári gazdagságot, azaz a burzsoá osztály gazdagságát csak úgy termelik, hogy közben állandóan megsemmisítik ezen osztály egyes tagjainak gazdagságát és kitermelnek egy folytonosan növekvő proletariátust.”

– Karl Marx, 

A következő oldalakon a tőkés termelési mód fejlődésének eszmei tudatosulását tárgyalja. Ennek tudományos képviselői a tőkések részéről a közgazdászok, akik a különféle közgazdasági iskolák tagjaiként a tőkés fejlődés különböző fázisait képviselik. Az első a sorban a fatalista iskola, mely két ágra különül el, a klasszikusra – ehhez tartozik Adam Smith és David Ricardo – illetve a romantikusra. A klasszikus közgazdászok a felemelkedőben lévő burzsoázia ideológusai, akiknek fő küldetése a tőkés termelés tökéletesítése és elősegítése, akik a kialakulóban lévő proletariátus szenvedéseit teljes közönnyel szemlélik, melyet a tőkés fejlődés szükségszerű velejárójának tekintenek. A későbbi romantikus közgazdászok műveiben a proletariátus iránti lenézés, gőg és cinizmus válik uralkodóvá. A humanitárius iskola a tőkések lelkiismeretének megjelenítője, megpróbálja az osztályellentéteket elsimítani, míg a filantropikus iskola a humanitárius iskola tökéletesített változata. Ezután az előbbiek mintegy tükörképeként, a proletariátus soraiban lezajló eszmei tudatosodást, a szocializmus, a kommunizmus tudománnyá érését mint az osztállyá szerveződés fontos alkotóelemét ábrázolja:

„Ahogyan a közgazdászok a burzsoá osztály tudományos képviselői, ugyanúgy a szocialisták és a kommunisták a proletariátus osztályának teoretikusai. Amíg a proletariátus még nem eléggé fejlett ahhoz, hogy osztállyá alakuljon, és – ennélfogva – a proletariátusnak a burzsoázia ellen folyó harca még nem politikai jellegű, amíg a termelőerők magának a burzsoáziának a méhében még nem eléggé fejlődtek ki ahhoz, hogy láthatóvá tegyék a proletariátus felszabadításához és egy új társadalom kialakításához szükséges anyagi feltételeket, addig ezek a teoretikusok csak utópisták, akik az elnyomott osztályok ínségének elhárítására rendszereket agyalnak ki, és egy újjáteremtő tudományt hajhásznak. De ahogy a történelem előrehalad és vele a proletariátus harca is élesebben kirajzolódik, többé nincs szükségük arra, hogy a tudományt elméjükben keressék; csak számot kell adniok maguknak arról, ami szemük előtt lejátszódik, és annak szócsövévé kell válniok. Amíg keresik a tudományt és csak rendszereket csinálnak, amíg a harc kezdetén vannak, addig a nyomorban csak a nyomort látják, és nem látják meg annak forradalmi, felforgató oldalát, amely a régi társadalmat meg fogja dönteni. Mihelyet ezt meglátják, attól fogva a történelmi mozgalom által létrehozott tudomány, mely ezzel a mozgalommal az okok teljes ismeretében egyesül, többé már nem doktrinér – forradalmivá lett.”

– Karl Marx, 

#### A munkamegosztás és a gépek
A „gazdasági evolúciók” vizsgálatát Proudhon a munkamegosztással kezdi. Marx interpretációja szerint Proudhon örök törvénynek, egy absztrakt kategóriának tekinti a munkamegosztást, aminek vannak jó és rossz oldalai, s melyet konkrét történelmi fejlődésétől eltekintve szemlél. Kritikájában rámutat Proudhon fejtegetéseinek epigonizmusára, közhelyességére, laposságára és logikátlanságára. Áttekinti a tőkés manufaktúraipar, majd a gépesítés által a gyárrendszer kialakulását, s pontról pontra megcáfolja Proudhon téves fejtegetéseit, majd így összegzi bírálatát:

„Mindent egybevetve, Proudhon úr nem ment tovább a kispolgár eszményénél. És ennek az eszménynek a megvalósítására semmi jobbat nem tud kigondolni, mint azt, hogy visszavezet minket a középkor kézműves legényéhez, vagy legfeljebb kézműves mesteréhez. Elegendő, mondja valahol könyvében, ha életünkben egyetlen egyszer mesterművet készítettünk, ha egyetlen egyszer embernek éreztük magunkat. Mi más ez, mind forma, mind tartalom tekintetében, mint a középkor céhei által megkövetelt mestermű?”

– Karl Marx, 

#### A konkurencia és a monopólium
Proudhon azt állítja, hogy a konkurenciára éppúgy szükség van, mint a munkamegosztásra, csupán ki kell küszöbölni rossz oldalát, meg kell találni a „megegyezés elvét”. Szerinte a konkurencia az emberi természetből fakad és elengedhetetlen eleme az emberi szabadságnak. Ezzel szemben Marx kifejti, hogy a konkurencia a profitért való vetélkedés. Az emberi természet proudhoni változatlanságával szemben pedig határozottan leszögezi:

„Proudhon úr nem tudja, hogy az egész történelem nem egyéb, mint az emberi természet állandó átváltozása.”

– Karl Marx, 

Proudhon a konkurencia fogalmának tárgyalása során, annak rossz oldalát igen hangsúlyosan fejti ki. Marx szarkasztikus megjegyzése ezúttal sem marad el:

„Mindeme rossz után, amit Proudhon úr elmond, elképzelhető-e a polgári társadalom viszonyai, elvei és illúziói számára bomlasztóbb, rombolóbb elem, mint a konkurencia? Jegyezzük meg, hogy a konkurencia annál rombolóbbá válik a polgári viszonyokra nézve, minél inkább ösztönöz új termelőerőknek, vagyis egy új társadalom anyagi feltételeinek lázas megteremtésére. Legalábbis ebből a szempontból a konkurencia rossz oldalának megvolna a maga jó oldala is.”

– Karl Marx, 

Amikor Proudhon arról elmélkedik, hogy a konkurencia önmaga állandó tagadásával létrehozza a monopóliumot, Marx gúnyos elismeréssel üdvözli, hogy ezúttal végre helyesen alkalmazza a tézis és antitézis formulát. Majd komolyra fordítja a szót, s leírja, hogy működik ez a valóságban:

„A gyakorlati életben nemcsak a konkurenciát, a monopóliumot és antagonizmusukat találjuk meg, hanem szintézisüket is, amely nem formula, hanem mozgás. A monopólium létrehozza a konkurenciát, a konkurencia létrehozza a monopóliumot. A monopolisták konkurálnak egymással, a konkurensekből monopolisták lesznek. Ha a monopolisták az egymás közötti konkurenciát részleges társulásokkal korlátozzák, akkor növekszik a konkurencia a munkások között, és minél inkább nő a proletárok tömege egy nemzet monopolistáival szemben, annál féktelenebbé válik a konkurencia a különböző nemzetek monopolistái között. A szintézis olyan, hogy a monopólium csak a konkurenciaharcban való állandó részvétellel tudja magát fenntartani.”

– Karl Marx, 

#### A földtulajdon vagy a járadék
Marx mindenekelőtt rámutat, hogy Proudhon teljesen képtelen a földjáradék és a földtulajdon gazdasági eredetét megérteni, mivel az Proudhon szerint lélektani és erkölcsi megfontolásokon alapul. Marx egy gúnyos költői kérdéssel elvitatja Proudhontól a közgazdasági tudományosság iránti bármilyen igényt, vagyis közvetve tudománytalannak nyilvánítja. Ezek után Ricaro elméletére támaszkodva kifejti nézeteit a földjáradékról. Általános meghatározása szerint:

„A földjáradék, ricardói értelemben, a polgári állapotban levő földtulajdon: vagyis a hűbéri tulajdon, amely alávetette magát a polgári termelés feltételeinek.”

– Karl Marx, 

Majd konkrétabban is kifejti:

„A mezőgazdaságban […] a legnagyobb munkamennyiséggel előállított termék ára szabályozza valamennyi ugyanolyan fajtájú termék árát. Először is nem lehet, mint az iparban, az ugyanolyan termelékenységű termelési szerszámokat, vagyis az ugyanolyan termelékenységű földeket tetszés szerint szaporítani. Továbbá a népesség szaporodásának mértékében áttérnek a gyengébb minőségű földek megművelésére, vagy pedig ugyanabba a földbe újabb tőkebefektetéseket eszközölnek, amelyek aránylag kevésbé termelékenyek, mint az elsők. Mindkét esetben nagyobb mennyiségű munkát fordítanak viszonylag kevesebb termék elérésére. Minthogy a népesség szükséglete tette szükségessé a munkának ezt a növelését, a drágábban megművelt föld terméke kényszerűségből éppoly biztosan elkél a piacon, mint azé, amelynek művelése olcsóbb. S mivel a konkurencia a piaci árat egy szintre hozza, a jobb föld termékét éppen olyan drágán fizetik meg, mint a gyengébb földét. A jobb föld termékeinek a termelési költségein felüli ártöbblete: ez éppen a földjáradék. Ha állandóan egyenlő termelékenységű földek állnának rendelkezésre, ha, mint az iparban, mindig a legolcsóbb és legtermelékenyebb gépeket lehetne igénybe venni, vagy ha a másodszori tőkebefektetések éppen annyit gyümölcsöznének, mint az elsők, akkor a mezőgazdasági termékek árát a legjobb termelési szerszámokkal előállított termékek önköltségi ára határozná meg, amint ezt az ipari termékek áránál láttuk. De ettől a pillanattól kezdve a földjáradék is eltűnne.”

– Karl Marx, 

„Összegezve: a föld, amennyiben kamatot hoz, földtőke, és mint földtőke nem hoz járadékot, nem földtulajdon. A földjáradék azokból a társadalmi viszonyokból fakad, amelyek között a föld kiaknázása végbemegy. Nem fakadhat a földnek többé vagy kevésbé szilárd, többé vagy kevésbé tartós természetéből. A földjáradék a társadalomból és nem a talajból származik.”

– Karl Marx, 

#### A sztrájkok és a munkásegyesülések
Proudhon érvelése szerint a sztrájkok általános áremelkedést idéznek elő, aminek ínség lesz a következménye. Marx bebizonyítja, hogy ez az állítás nem igaz, mivel a sikeres sztrájkot követő béremelés csupán a tőkés profitját csökkenti. Azt azért megjegyzi, hogy a tőkések a sztrájkok kivédésére az élőmunkát helyettesítő gépesítést alkalmazzák ellencsapásul. Annak bizonyítására, hogy Proudhon a sztrájkok, szakszervezetek ellenzésével mennyire a fennálló kapitalista rend politikai támogatója, Marx idézi őt:

„A munkások sztrájkja törvénytelen, és ezt nemcsak a Code pénal mondja, hanem a gazdasági rendszer, a szilárd rendnek a szükségessége is... Hogy minden munkás egyénileg szabadon rendelkezzék személyével és kezével, ez tűrhető; de hogy a munkások egyesülések révén erőszakra vetemedjenek a monopólium ellen, ezt a társadalom nem engedheti meg.”

– Pierre-Joseph Proudhon, 

Marx ellenpéldaként a fejlettebb angliai viszonyokat hozza fel, melyek törvényes lehetőséget biztosítanak a szakszervezeteknek, s a brit trade-unionok lendületes fejlődését ígéretes perspektívaként szerepelteti a brit munkásmozgalom kontextusában, de nem áll meg itt, hanem a könyv végső konklúziójaként történetfilozófiai fejtegetésekbe bocsátkozik:

„A gazdasági feltételek először munkássá változtatták a lakosság tömegét. A tőke uralma e tömeg számára közös helyzetet, közös érdekeket teremtett. Ilymódon ez a tömeg a tőkével szemben már osztály, de önmaga számára még nem az. Ebben a harcban, amelynek csak néhány fázisát jeleztük, ez a tömeg egyesül, önmaga számára is osztállyá alakul. Az érdekek, amelyeket védelmez, osztályérdekekké válnak. De az osztálynak osztály elleni harca politikai harc.
A burzsoáziára vonatkozólag két fázist kell megkülönböztetnünk: azt, amikor a hűbériség és az abszolút monarchia uralma idején osztállyá alakult, és azt, amikor már osztállyá alakultan megdöntötte a hűbériséget és a monarchiát, hogy a társadalmat burzsoá társadalommá tegye. E két fázis közül az első volt a hosszabb, és ez kívánta meg a nagyobb erőfeszítéseket. A burzsoázia is a hűbérurak elleni részleges egyesülésekkel kezdte.”

– Karl Marx, 

„Egy elnyomott osztály a létfeltétele minden osztályantagonizmuson alapuló társadalomnak. Az elnyomott osztály felszabadítása tehát szükségszerűen magában foglalja egy új társadalom megteremtését. Hogy az elnyomott osztály képes legyen magát felszabadítani, ahhoz az kell, hogy a már megszerzett termelőerők és a fennálló társadalmi viszonyok ne tudjanak többé egymás mellett létezni. Valamennyi termelési szerszám közül a legnagyobb termelőerő maga a forradalmi osztály. A forradalmi elemek osztállyá szerveződése feltételezi, hogy már megvannak mindazok a termelőerők, amelyek a régi társadalom méhében kifejlődhettek.
Azt jelenti-e ez, hogy a régi társadalom bukása után új osztályuralom lesz, amely egy új politikai hatalomban summázódik? Nem.
A munkásosztály felszabadulásának feltétele minden osztály eltörlése, mint ahogy a harmadik rend, a polgári rend felszabadulásának feltétele az összes rendek eltörlése volt.
A munkásosztály, fejlődése folyamán, a régi polgári társadalmat olyan társulással fogja helyettesíteni, amely kizárja az osztályokat és antagonizmusukat, és akkor nem lesz többé voltaképpeni politikai hatalom, mert a politikai hatalom éppen a polgári társadalomban meglevő antagonizmus hivatalos summázása.
Addig azonban a proletariátus és a burzsoázia közötti antagonizmus osztálynak osztály ellen vívott harca, olyan harc, amely legmagasabb fokú megnyilvánulásában totális forradalom. Egyébként lehet-e csodálkozni azon, hogy egy társadalom, amely az osztályok ellentétén alapul, végső megoldásként a brutális ellentmondásba, embernek emberrel való összecsapásába torkollik?
Ne mondjátok, hogy a társadalmi mozgalom kizárja a politikai mozgalmat. Nincs olyan politikai mozgalom, amely ne volna ugyanakkor társadalmi is.
Csak a dolgoknak olyan rendjében nem lesznek a társadalmi evolúciók többé politikai revolúciók, amelyben nem lesznek már osztályok és osztályantagonizmusok. Addig azonban a társadalom minden általános átformálásának előestéjén a társadalmi tudomány utolsó szava mindig ez lesz:
»Küzdelem vagy halál; véres harc vagy
megsemmisülés. Ilyen kérlelhetetlenül
van feltéve a kérdés.«
George Sand”

– Karl Marx, 

## Magyarul
- Marx és Proudhon / Marx: A filozófia nyomorúsága / Pierre-Joseph Proudhon: A nyomorúság filozófiája; összeáll., előszó Haskó Katalin, szerk. Lukács Katalin, Proudhon-részletek ford. Lukács Katalin, Petőcz György; Kossuth, Bp., 1988